# Yves Niaré
Pour les articles homonymes, voir Niaré (homonymie).
Yves Ibrahim Niaré, né le 20 juillet 1977 à Saint-Maurice et mort le 5 décembre 2012 à Pirmil, est un athlète français, spécialiste du lancer du poids, ancien détenteur du record de France et du record de France en salle. 
Affilié au Avia Club d'Issy-les-Moulineaux, il était entraîné par son père, Namakoro Niaré, ancien lanceur international pour le Mali. Sa sœur cadette, Gaëlle Niaré, a remporté plusieurs titres nationaux au saut en hauteur.

## Biographie
En 2006, en réalisant 20,06 m à Porto-Vecchio, Yves Niaré devient le deuxième athlète français à dépasser la ligne des vingt mètres après Yves Brouzet, alors détenteur du record national avec 20,20 m. 
Sélectionné en équipe de France lors des Championnats du monde 2007, à Osaka, il est éliminé dès les qualifications avec un meilleur lancer à 19,62 m. Cette même année, lors de la troisième journée des Lancers de Chelles, il bat d'un centimètre le record de France d'Yves Brouzet en atteignant la marque de 20,21 m.
En 2008, il améliore à deux reprises son propre record de France en plein air en réalisant successivement 20,34 m le 23 avril à Ussel pour sa première sortie estivale, puis 20,72 m le 18 mai à Versailles lors des Interclubs. Installé quelque temps aux États-Unis, il fait évoluer sa technique en préférant la rotation à la translation. Il participe aux Jeux olympiques de 2008, à Pékin, mais ne parvient pas à franchir le cap des qualifications.
Le 8 mars 2009, lors des Championnats d'Europe en salle de Turin, il bat son propre record de France indoor avec 20,42 m, et monte sur la deuxième marche du podium, derrière le Polonais Tomasz Majewski, devenant à cette occasion le premier lanceur de poids français à accéder à un podium international depuis Luc Viudes en 1981. Il remporte son dixième et dernier titre national en plein air en 2010.
Il meurt le 5 décembre 2012 à la suite d'un accident de la route, sur l'autoroute A11 à hauteur de Pirmil dans la Sarthe.

## Palmarès

### International
| Date | Compétition                    | Lieu   | Résultat | Épreuve          | Performance |
| ---- | ------------------------------ | ------ | -------- | ---------------- | ----------- |
| 2001 | Jeux de la Francophonie        | Ottawa | 2e       | Lancer du poids  | 18,94 m     |
| 2005 | Jeux de la Francophonie        | Niamey | 1er      | Lancer du poids  | 18,64 m     |
| 2005 | Jeux de la Francophonie        | Niamey | 1er      | Lancer du disque | 54,15 m     |
| 2008 | DécaNation                     | Paris  | 1re      | Lancer du poids  | 20,27 m     |
| 2009 | Championnats d'Europe en salle | Turin  | 2e       | Lancer du poids  | 20,42 m     |

### National
- Championnats de France d'athlétisme :
  - Plein air : vainqueur en 2000, 2001, 2002, 2003, 2004, 2005, 2007, 2008, 2009 et 2010
  - Salle : vainqueur en 1999, 2001, 2002 et 2009

## Records
| Épreuve         | Épreuve      | Performance | Lieu       | Date        |
| --------------- | ------------ | ----------- | ---------- | ----------- |
| Lancer du poids | En plein air | 20,72 m     | Versailles | 18 mai 2008 |
| Lancer du poids | En salle     | 20,42 m     | Turin      | 8 mars 2009 |